# Hervé Defalvard
Pour les articles homonymes, voir Defalvard.
Hervé Defalvard, né le 16 octobre 1961 à Clermont-Ferrand, est un économiste français.

## Biographie

### Jeunesse et formation
Hervé Defalvard est né le 16 octobre 1961 à Clermont-Ferrand[réf. souhaitée].
Il obtient un doctorat en sciences économiques — avec une thèse intitulée Contribution à l'histoire intellectuelle du marché et dirigée par Roger Frydman — en 1990 à l'université Paris-Nanterre. Il obtient l'habilitation à diriger des recherches (HDR) dans ce domaine l'année suivante.

### Parcours professionnel
Il se spécialise en économie sociale.
Il enseigne à l'université Paris-Nanterre. En 1995, il devient maître de conférences en économie à l'université Paris-Est-Marne-la-Vallée.
En 1999, il est nommé au Conseil national des universités.
Ses travaux reposent sur l'idée que l’économie sociale et solidaire est l’alternative au néolibéralisme.

### Descendance
Il est le père de l'écrivain Marien Defalvard. Brouillé avec lui, son fils en fait la satire dans son roman L'Architecture paru en 2021.

## Ouvrages

### Livres
- Essai sur le marché, Paris, Syros, coll. « Alternatives économiques », 1995, 196 p. (ISBN 2-84146-247-1)
- Avec Véronique Guienne, Le Partage du travail : bilan et perspectives, Paris, Desclée de Brouwer, coll. « Sociologie économique », 1998, 260 p. (ISBN 2-220-04295-2)
- La Pensée économique néoclassique, Paris, Dunod, coll. « Les Topos : éco-gestion », 2000, 126 p. (ISBN 2-10-005030-3)
- Fondements de la microéconomie : les choix individuels  (préf. Roger Guesnerie), vol. 1, Bruxelles, De Boeck, coll. « Questions d'économie et de gestion », 2003, 190 p. (ISBN 2-8041-3993-X)
- Fondements de la microéconomie : l'équilibre des marchés  (préf. Roger Guesnerie), vol. 2, Bruxelles, De Boeck, coll. « Questions d'économie et de gestion », 2003, 196 p. (ISBN 2-8041-4262-0)
- Avec Pierre Naves, Katia Julienne et Patrick Petour (préf. Marie-Thérèse Join-Lambert et François Roussely), Économie politique de l'action sociale, Paris, Dunod, coll. « Action sociale : politiques et dispositifs », 2006, XIV + 313 (ISBN 2-10-049608-5)
- Les Non-Dits du marché : dialogue d'un économiste avec la psychanalyse, Ramonville-Saint-Agne, Érès, coll. « Humus, subjectivité et lien social », 2008, 263 p. (ISBN 978-2-7492-0878-7)
- La Révolution de l'économie : en dix leçons, Ivry-sur-Seine, L'Atelier, 2015, 190 p. (ISBN 978-2-7082-4329-3)

### Opuscules
- Avec Laurence de Roquefeuil, Présentation de deux typologies des cent vingt-huit caisses primaires de l'assurance maladie, Paris, CNAMTS, coll. « Dossiers, études et statistiques », 1987, 35 p. (BNF 36634024)
- L'Économie des conventions à l'école des institutions, Noisy-le-Grand, Centre d'études de l'emploi, coll. « Document de travail » (no 2), 2000, 23 p. (BNF 39029855)
- La Théorie aokienne des institutions à l'épreuve de la loi de mille huit cent quarante-un sur le travail des enfants, Noisy-le-Grand, Centre d'études de l'emploi, coll. « Document de travail » (no 22), 2003, 21 p. (BNF 39029847)
- Les Trente-Cinq Heures et la Préférence pour le loisir, Noisy-le-Grand, Centre d'études de l'emploi, coll. « Document de travail » (no 37), 2005, 20 p. (ISBN 2-11-094597-4, BNF 40056102)

## Prix
Il est lauréat du prix « expert » du livre sur l’économie sociale et solidaire 2016 du Toit citoyen, pour La Révolution de l'économie.